# Solvi Stubing
Solvi Stubing (Berlín, 19 de gener de 1941 - Roma, 3 de juliol de 2017) fou una actriu de cinema i presentadora de televisió alemanya, especialment famosa a la televisió italiana.
Nascuda a Berlín el 19 de gener de 1941, obtingué gran popularitat a Itàlia gràcies a un anunci de cervesa Peroni, i participà en el repartiment de diverses pel·lícules, encarnant sovint papers modests de diferents gèneres cinematogràfics. Durant molts anys, entre la dècada de 1980 i 1990, participà en uns quants programes de televisió sobre cinema.
Morí el 3 de juliol de 2017 a Roma quan tenia 76 anys.

## Filmografia seleccionada
- Sheriff Won't Shoot (1965)
- Weekend, Italian Style (1966)
- How We Robbed the Bank of Italy (1966)
- Secret Agent Super Dragon (1966)
- Operazione San Gennaro (1966)
- Tiffany Memorandum (1967)
- Heintje: A Heart Goes on a Journey (1969)
- Garringo (1969)
- Les aventures d'en Gerard (1970)
- Blindman (1971)
- Strip Nude for Your Killer (1975)
- Deported Women of the SS Special Section (1976)
- Brothers Till We Die (1978)